# 汪丽日
汪丽日，六安人，是一名清朝政治人物。拔贡出身。
汪丽日曾于康熙三年(1664年)接替陈相文任邵武府知府一职，康熙十三年(1674年)由张瑞午接任。